# 聂真
聂真（1908年—2005年7月7日）河南滑县人，中国共产党官员、中国教育家。

## 生平
聂真生于河南滑县。1929年，奉中共党组织派遣，入中国国民党滑县党部任职。1930年11月参加中国共产党。1931年任中共北平东城区委宣传部部长，后来，奉中共党组织之命，回到滑县组建中共滑县县委，并任县委书记。1932年到1937年七七事变前，在北平、天津进行中共地下党秘密工作。1937年，任中共冀鲁豫省委工作委员会组织部部长，创建晋豫抗日根据地。1941年任中共晋豫区党委书记兼八路军129师太岳支队政委。1945年任太岳区党委书记兼太岳军区政委。1946年调任晋冀鲁豫中央局民运部部长。
中华人民共和国成立前后，聂真任中共中央华北局党校教育长、华北人民革命大学教育长、华北大学教育长，华北局组织部长、农村工作部部长。1954年任中国人民大学党委第一副书记、副校长，后来兼中央社会主义学院党组书记、副院长。1982年创办中华社会大学并先后任校长、名誉校长。1983年任中央社会主义学院副院长。聂真是第三、四届全国政协委员，第五届全国政协常委、副秘书长，第六届全国政协常委、学习委员会副主任。
2005年7月7日，聂真在北京逝世。享年98岁。